# Josef Grulich
Josef Grulich (* 23. července 1968 České Budějovice) je český historik, specializující se na sociální a hospodářské dějiny novověku, vojenské dějiny, historickou demografii a dějiny venkova.

## Život
V letech 1986–1988 pracoval v Okresním muzeu v Jindřichově Hradci. Mezi roky 1988–1993 vystudoval na Pedagogické fakultě Jihočeské univerzity v Českých Budějovicích obor český jazyk - dějepis a získal titul Mgr. Od roku 1993 působil jako odborný asistent katedry historie Pedagogické fakulty Jihočeské univerzity v Českých Budějovicích. Mezi roky 2002 a 2005 byl odborným asistentem samostatného Historického ústavu Jihočeské univerzity v Českých Budějovicích. Od roku 2006 působí na Historickém ústavu nově vzniklé Filozofické fakulty Jihočeské univerzity v Českých Budějovicích. V roce 2002 získal na Filozofické fakultě Univerzity Karlovy v Praze tituly PhDr. a Ph.D. a roku 2010 se stal docentem českých dějin. Prezident republiky Miloš Zeman na návrh Vědecké rady Jihočeské univerzity v Českých Budějovicích dne 28. 11. 2022 podepsal Josefu Grulichovi jmenovací dekret profesora pro obor České dějiny. V období let 1996–1999 se zúčastnil mezinárodního výzkumného projektu „Soziale Strukturen in Böhmen in der Frühen Neuzeit“ (Volkswagen-Stiftung 1996–1999), za což získal v lednu 2005 ocenění Mitteleuropa und Anton-Gindely-Preis 2004/2005. Je autorem tří odborných monografií a mnoha vědeckých studií publikovaných v českých i zahraničních odborných časopisech a kolektivních monografiích věnovaných venkovské každodennosti, mikrohistorii či migracím v minulosti.

## Publikace
- Dějiny migrací v českých zemích v novověku. Praha : Sociologický ústav AV ČR, 2006. 270 s. ISBN 80-7330-088-5. (spolueditor Eduard Maur)
- Populační vývoj a životní cyklus venkovského obyvatelstva na jihu Čech v 16. až 18. století. České Budějovice : Jihočeská univerzita v Českých Budějovicích, 2008. 475 s. ISBN 978-80-7394-091-1.
- Společnost českých zemí v raném novověku. Struktury, identity, konflikty. Praha : Nakladatelství Lidové noviny, 2010. 1025 s. ISBN 978-80-7422-062-3. (spolu s Václav Bůžek, Josef Hrdlička, Pavel Král, Miroslav Novotný, Rostislav Smíšek, Zdeněk Bezecný, Ivo Cerman, Jaroslav Dibelka, Martin Gaži, Petr Hlaváček, Pavel Marek, Marie Ryantová, Eva Semotanová, Zdeněk Vybíral)
- Migrace městského a vesnického obyvatelstva. Farnost České Budějovice 1750-1824. České Budějovice : Jihočeská univerzita v Českých Budějovicích, 2013. 392 s. ISBN 978-80-7394-374-5.
- Migrační strategie. Město, předměstí a vesnice na panství České Budějovice ve druhé polovině 18. století. České Budějovice : Jihočeská univerzita v Českých Budějovicích, 2018. 288 s. ISBN 978-80-7394-703-3.

## Členství ve vědeckých orgánech
- 2004–2009: Grantová agentura ČR, podoborová komise č. 404 – historické vědy, národopis
- 2007–2009: Management committee COST Action A35: Programme for the study of European rural societies při L'École des hautes études en sciences sociales (Centre de Recherches Historiques, Paris)[4]
- 2008–2012: Grantová agentura Jihočeské univerzity v Českých Budějovicích, Oborová rada pro humanitní a jazykovědné obory
- 2007 – dosud: Redakční rada Historické demografie[5]
- 2007 – dosud: Komise pro historickou demografii při České demografické společnosti
- 2011 – dosud: Vědecká rada Filozofické fakulty Jihočeské univerzity v Českých Budějovicích[6]
- 2012–2022: Grantová agentura Filozofické fakulty Jihočeské univerzity v Českých Budějovicích
- 2013 – dosud: Agentura na podporu výskumu a vývoja, Bratislava
- 2021 – dosud: Odbor agrárních dějin, Česká akademie zemědělských věd Praha[7]
- 2022 – dosud: Grantová agentura Jihočeské univerzity v Českých Budějovicích, Oborová rada pro humanitní a jazykovědné obory[8]
- 2022 – 2023: The Historical Association for Environmentally Local Economy (HAELE),[3] Kagawa University of Takamatsu (Japonsko)[9]
- 2022 – dosud: EURHO – European Rural History Organisation[10]
- 2023 - dosud: The Asian Association for Environmental History (AAEH)[11]